# Miodrag Živković
Miodrag Živković (srbsko Миодраг Живковић), srbski kipar, * 1. februar 1928, Leskovac, Država SHS, † 31. julij 2020, Beograd.